# 洪武三十二
《洪武三十二》（英語：Relic of an Emissary）是香港電視廣播有限公司拍攝製作的古裝宮廷電視劇，全劇共30集，由馬德鐘、謝天華、徐子珊、陳鍵鋒及江若琳領銜主演，並由陳山聰、陳展鵬及劉江聯合演出，以及由黃偉聲擔任監製。此劇為2011無綫節目巡禮劇集之一。

## 劇集背景
該劇以明朝初年的靖難之變背景，以燕王及建文帝雙方陣營的虛構人物之恩怨及感情線為主軸。劇名意思為「洪武三十二年」，正是明惠帝朱允炆登基更改年號的「建文元年」1399年，明成祖朱棣奪位後不承認該年號，改稱「建文元年」為「洪武三十二年」，以示自己為洪武帝（明太祖朱元璋）的合法繼承者。

## 演員表

### 大明皇族
| 演員   | 角色   | 背景／關係 | 备注                                                                               |
| 羅樂林 | 朱元璋 | 明太祖 眾皇子、朱櫻之父 朱允炆之祖父 皇后、甕妃、楊淑妃之夫 於第3集驾崩 | 陸駿光饰演青年朱元璋                                                               |
|        | 馬皇后 | 孝慈高皇后 朱標、朱棡、朱棣、朱橚之母 朱元璋之妻 | 已去世，未出场。                                                                   |
| 韓馬利 | 甕 妃  | 患有失心瘋 朱元璋之棄妃 朱棣之生母 道衍之舊情人 於第25集被蕙莲殺害 | 历史朱棣生母身份成谜，甕妃是其中一种说法。 青年由何婷恩飾演                        |
| 潘芳芳 | 楊淑妃 | 朱元璋之皇妃 朱權之生母 於第6集被朱權殺害 | 历史未记录下杨妃具体徽号。                                                         |
| 李南星 | 朱 標  | 懿文太子 朱元璋之長子 朱允炆之父 朱棡、朱棣、朱橚、朱榑、朱椿、朱柏、朱桂、朱植、朱權、朱楩、朱橞、朱櫻之兄 | 已去世                                                                             |
| 李岡龍 | 朱 棡  | 晉王 朱元璋之三子 朱標之弟 朱棣、朱橚、朱榑、朱椿、朱柏、朱桂、朱植、朱權、朱楩、朱橞、朱櫻之兄 朱允炆之叔父 於第2集因被朱權指使魏鎮陷害而炸死 |                                                                                    |
| 馬德鐘 | 朱 棣  | 燕王→明成祖 朱元璋之四子 瓮妃之子 朱允炆之叔父 徐儀華、沈楚楚、沈千三之夫 朱標、朱棡之弟 朱橚、朱榑、朱椿、朱柏、朱桂、朱植、朱權、朱楩、朱橞、朱櫻之兄 徐輝祖之妹夫 馬三保、道衍、朱能、張玉之主公 於第17集得知自己身世認生母，并開始裝瘋解困 於第20集成功逃離京城 於第21集開始密謀造反 於第25集以清君側之名發動靖難之役 於第29集遭敖笑風背叛 於第30集推翻朱允炆，登上帝位 於第30集為沈千三報仇殺嚴進 於第30集將敖笑風、朱櫻之子收為養子 | 童年由吳諾弘飾演，少年由朱敏瀚飾演                                                 |
| 陳倩揚 | 徐儀華 | 燕王妃→仁孝文皇后 朱棣之妻 徐輝祖之妹 於第19集為朱棣脫身而故意流产 於第24集再次不幸流產而影響生育 於第26集與楚楚義結金蘭 於第30集被封為皇后 於第30集將敖笑風、朱櫻之子收為養子 |                                                                                    |
| 徐子珊 | 沈千三 | 千三娘 錦衣衛 「輕嫣翠柳」老板娘 朱棣之妃（於第30集追封） 楚楚之孿生姐姐 於第20集被嚴進杀害 於第20集其骸骨藏于灵隐寺 於第30集获朱棣寻回其骸骨 參見錦衣衛署 |                                                                                    |
| 徐子珊 | 楚 楚  | 楚楚姑娘 原名：沈楚楚 「輕嫣翠柳」老板娘替身 朱棣之貴妃（於第30集冊封） 沈千三之孿生妹妹 曾與敖笑風有段情 童年时因被江水沖走而与其姐失散（於第19集與其重聚） 曾因欠債而被賣入青樓，後与其姐重聚 於第20集被嚴進挾持 於第21集冒充沈千三接近朱棣 於第24集刺殺朱棣 於第26集與燕王妃義結金蘭 於第30集為朱棣誕下皇子 | 童年由郭佳詩饰演                                                                   |
| 張松枝 | 朱 橚  | 周王 朱元璋之五子 朱標、朱棡、朱棣之弟 朱榑、朱椿、朱柏、朱桂、朱植、朱權、朱楩、朱橞、朱櫻之兄 朱允炆之叔父 於第24集被朱允炆貶為庶民 於第30集恢復身份 |                                                                                    |
| 何慶輝 | 朱 榑  | 齊王 朱元璋之七子 朱標、朱棡、朱棣、朱橚之弟 朱椿、朱柏、朱桂、朱植、朱權、朱楩、朱橞、朱櫻之兄 朱允炆之叔父 於第24集被朱允炆貶為庶民 於第30集恢復身份 |                                                                                    |
| 溫家恆 | 朱 樁  | 蜀王 朱元璋之十一子 朱標、朱棡、朱棣、朱橚、朱榑之弟 朱柏、朱桂、朱植、朱權、朱楩、朱橞、朱櫻之兄 朱允炆之叔父 |                                                                                    |
| 楊天經 | 朱 柏  | 湘王 朱元璋之十二子 朱標、朱棡、朱棣、朱橚、朱榑、朱椿之弟 朱桂、朱植、朱權、朱楩、朱橞、朱櫻之兄 朱允炆之叔父 於第13集因印製假鈔而被追拿，後自殺身亡 |                                                                                    |
| 李 豪  | 朱 桂  | 代王 朱元璋之十三子 朱標、朱棡、朱棣、朱橚、朱榑、朱椿、朱柏之弟 朱植、朱權、朱楩、朱橞、朱櫻之兄 朱允炆之叔父 於第18集被朱允炆貶為庶民 於第30集恢復身份 |                                                                                    |
| 謝卓言 | 朱 植  | 遼王 朱元璋之十五子 朱標、朱棡、朱棣、朱橚、朱榑、朱椿、朱柏、朱桂之弟 朱權、朱楩、朱橞、朱櫻之兄 朱允炆之叔父 |                                                                                    |
| 陳展鵬 | 朱 權  | 寧王 朱元璋之十七子 楊淑妃之子 朱標、朱棡、朱棣、朱橚、朱榑、朱椿、朱柏、朱桂之弟 朱楩、朱橞、朱櫻之兄 朱允炆之叔父 喜欢楚楚 殺害朱棡、楊淑妃、魏鎮 與魏鎮勾結 於第2集與魏鎮合謀炸死朱棡 於第27集被朱棣奪去兵權 |                                                                                    |
| 張穎康 | 朱 楩  | 岷王 朱元璋之十八子 朱標、朱棡、朱棣、朱橚、朱榑、朱椿、朱柏、朱桂、朱植、朱權之弟 朱橞、朱櫻之兄 朱允炆之叔父 於第24集被朱允炆貶為庶民 於第30集恢復身份 |                                                                                    |
| 羅天宇 | 朱 橞  | 谷王 朱元璋之十九子 朱標、朱棡、朱棣、朱橚、朱榑、朱椿、朱柏、朱桂、朱植、朱權、朱楩之弟 朱櫻之兄 朱允炆之叔父 |                                                                                    |
| 江若琳 | 朱 櫻  | 永暘公主 朱元璋之幼女 朱標、朱棡、朱棣、朱橚、朱榑、朱椿、朱柏、朱桂、朱植、朱權、朱楩、朱橞之妹 朱允炆之姑姐 馬三保之好友兼暗戀對象 李景隆之暗戀對象，於第28集成為其妻，最終分開 暗戀敖笑風，於第30集成為其妻并歸隱田園 於第30集其長子被馬三保帶給朱棣并成為其養子 | 朱元璋诸女中南康公主名玉华，可知朱元璋女儿未同儿子使用一样的辈字。童年由鄭可琳飾演 |
| 陳山聰 | 朱允炆 | 皇太孫→建文帝 朱标之子 朱元璋之長孫 馬恩慧之夫 陸苑莛之初戀情人 朱棡、朱棣、朱橚、朱榑、朱椿、朱柏、朱桂、朱植、朱權、朱楩、朱橞、朱櫻之侄 於第6集登基 於第30集被朱棣推翻後逃亡 |                                                                                    |
| 梁嘉琪 | 馬恩慧 | 皇太孫妃→孝愍讓皇后 朱允炆之妻 耿炳文之姪女 陸苑莛之情敵 於第10集教唆陸苑莛自殺導致其身亡 於第30集於宮中自刎而死 |                                                                                    |

### 錦衣衛署
| 演員   | 角色   | 背景／關係 |
| 劉家輝 | 嚴 進  | 錦衣衛指揮使 殺害沈千三、蕙蓮 於第21集被朱允炆免去指揮使職務 於第30集自殺身亡 |
| 謝天華 | 敖笑風 | 敖千戶、敖指揮使 錦衣衛千戶，後為指揮使 朱棣之死士 魏鎮之下屬 曾與楚楚有段情 亦雪之情夫 傅小喬之暗戀對象，後為其夫 朱櫻之暗戀對象，於第30集成為其夫并歸隱田園 火炎炎之兒時玩伴 於第29集背叛朱棣并自斬左手向朱允炆謝罪 於第30集其長子被馬三保帶給朱棣并成為其養子 |
| 徐子珊 | 沈千三 | 千三娘 錦衣衛 「輕嫣翠柳」红船老板娘 楚楚之孿生姐姐 於第20集被嚴進殺害 於第30集被朱棣追封為妃 參見大明宗室 |
| 鄭俊弘 | 劉忠良 | 錦衣衛 敖笑風之下屬 暗戀傅小喬 甜兒之夫 金婆婆之外孫 |
| 歐瑞偉 | 魏 鎮  | 魏同知 錦衣衛同知 嚴進之下屬 與朱權勾結 於第2集與朱權合謀炸死朱棡 於第15集被揭發殺死朱棡後，自殺身亡 |
| 林敬剛 | 郭 定  | 錦衣衛 敖笑風之下屬 患有花柳病 於第16集強暴傅小喬 於第17集被傅小喬殺害 |
| 黃子衡 | 程 偉  | 錦衣衛 敖笑風之下屬 |
| 郭卓樺 | 陳 刀  | 錦衣衛 於第18集被朱能殺害 |
| 胡烱龍 | 薛 旦  | 錦衣衛 |
| 王致迪 |        | 錦衣衛 |
| 黎桐康 |        | 錦衣衛 |
| 黎柏麟 |        | 錦衣衛 |
| 湯俊明 |        | 錦衣衛 |
| 江梓瑋 |        | 錦衣衛 |
| 柯 嵐  |        | 錦衣衛 |
| 馬貫東 |        | 錦衣衛 |
| 單俊偉 |        | 錦衣衛 |

### 朝廷官員
| 演員   | 角色     | 背景／關係                                                                                       |
| 駱應鈞 | 耿炳文   | 耿將軍 大將軍 馬恩慧之姑丈 於第30集上吊自杀身亡                                                  |
| 曾偉權 | 徐輝祖   | 魏國公 太子太傅 徐儀華之兄 朱棣之大舅 於第30集被朱棣軟禁家中多年後逝世                           |
| 袁偉豪 | 李景隆   | 李都督 左軍都督、曹國公 暗戀朱櫻，於第28集成為朱櫻之夫，最終分開 敖笑風之情敵 於第30集向朱棣投誠 |
| 吳家樂 | 黃子澄   | 黃卿家 翰林學士 削藩主要謀劃者之一 於第30集被朱棣處死                                            |
| 李家聲 | 齊 泰    | 齊卿家 建兵部尚書 削藩主要謀劃者之一 於第30集被朱棣處死                                          |
| 艾 威  | 方孝孺   | 翰林侍講 削藩主要謀劃者之一 於第30集被朱棣處死                                                   |
| 侯建民 | 刑部大臣 |                                                                                                  |
| 黃得生 | 刑部大臣 |                                                                                                  |

### 燕王府
| 演員   | 角色   | 背景／關係 |
| 馬德鐘 | 朱 棣  | 燕王 參見大明宗室 |
| 陳鍵鋒 | 馬三保 | 馬總管 朱棣之近身侍衛 朱櫻青梅竹馬之好友 暗戀朱櫻 薩仁高娃之暗戀對象 於第30集被朱棣賜名鄭和 於第30集獲朱棣派遣下西洋 童年由吳天逸 飾演 少年由李日昇飾演 |
| 劉 江  | 道 衍  | 僧人 甕妃之舊情人 朱棣之謀士 薩仁高娃之義兄 于第30集被朱棣賜名姚广孝                                                                                    |
| 王 青  | 朱 能  | 燕王府副千戶 於第18集殺害陳刀 |
| 楊英偉 | 張 玉  | 燕王府左護衛指揮 於第30集戰死 |
| 梁健平 | 葛 誠  | 燕王府長史 與張昺捉拿燕王時遭燕王殺害 |
| 蔣家旻 | 小 麗  | 徐儀華之近身侍婢 |
| 林秀怡 | 小 蘭  | 燕王府侍婢 |
| 楊智朗 | 燕侍衛 | 燕王之侍衛 |
| 陳自瑤 | 蕙 蓮  | 朱棣之死士 易容为陸苑莛 於第25集殺害甕妃 於第25集被嚴進殺害                                                                                             |
| 陳自瑤 | 陸苑莛 | 「輕嫣翠柳」歌女 參見輕嫣翠柳 |
| 王君馨 | 祝炎炎 | 四火妹 朱棣之死士 敖笑風之兒時玩伴 |

### 輕嫣翠柳
| 演員   | 角色   | 背景／關係                                                                                            |
| 徐子珊 | 沈千三 | 「輕嫣翠柳」紅船老闆娘 楚楚之孿生姐姐 朱棣之妃 參見錦衣衛署                                           |
| 徐子珊 | 楚 楚  | 朱棣之妃 沈千三之孿生妹妹 喜歡敖笑風 参见大明宗室                                                     |
| 陳自瑤 | 陸苑莛 | 「輕嫣翠柳」歌女 曾用藝名：如梭 前官家小姐 朱允炆之初戀情人 馬恩慧之情敵 於第10集受馬恩慧唆擺自殺身亡 |
| 陳自瑤 | 蕙 蓮  | 易容为陸苑莛 參見燕王府                                                                               |
| 沈卓盈 | 亦 雪  | 「輕嫣翠柳」歌姬，後為老闆娘 敖笑風之情婦                                                             |
| 劉 俐  | 如 煙  | 「輕嫣翠柳」歌女                                                                                      |
| 關伊彤 | 春 花  | 「輕嫣翠柳」歌姬                                                                                      |
| 陳思齊 | 秋 月  | 「輕嫣翠柳」歌姬                                                                                      |
| 羅浩楷 | 何時了 | 「輕嫣翠柳」掌櫃                                                                                      |
| 麥皓兒 | 紅 袖  | 「輕嫣翠柳」侍應                                                                                      |
| 菁 瑋  | 歌 姬  | 「輕嫣翠柳」歌姬                                                                                      |
| 日 伽  | 歌 姬  | 「輕嫣翠柳」歌姬                                                                                      |
| 陳亭嘉 | 秀 慧  | 「輕嫣翠柳」歌姬                                                                                      |
| 馬詠恩 | 曼 紫  | 「輕嫣翠柳」歌姬                                                                                      |
| 尹詩沛 | 玲 瓏  | 「輕嫣翠柳」歌姬                                                                                      |

### 其他演員
| 演員   | 角色       | 背景／關係 |
| 馬 賽  | 傅小喬     | 錦衣衛官婢 傅正義之女 暗恋敖笑風，後為其妻(28集) 劉忠良之暗恋对象 於第16集被郭定強暴，被傳染花柳 於第17集殺死郭定 於第29集被指揮使府炸毁的瓦礫壓死 |
| 陳美詩 | 薩仁高娃   | 蒙古人 薩仁巴特爾之女 暗戀馬三保 道衍之義妹 于第30集与马三保下西洋                                                                                 |
| 李思欣 | 甜 兒      | 永暘公主之近身侍婢 劉忠良之妻 |
| 曾健明 | 傅正義     | 傅小喬之父 受藍玉案牽連，死在充軍途中 |
| 陳榮峻 | 常 安      | 太監 |
| 楊鴻俊 | 恭 馬      | |
| 曾慧雲 | 小 翠      | 楊淑妃之侍婢 |
| 曾琬莎 | 小 敏      | 馬恩慧之侍婢 |
| 麥子樂 | 小泉子     | 小太監 于第30集于宫中被杀死 |
| 吳綺珊 | 牡 丹      | 宫女 |
| 蘇麗明 | 婢女領班   | |
| 邵卓堯 | 李 城      | 疤面廚子 |
| 陳偉洪 | 傅府護院   | |
| 招石文 | 莫老爹     | 敖笑風之救命恩人 |
| 黃文標 | 巴 賽      | 明軍副將 于第30集被李景隆所殺 |
| 李鴻傑 | 太 醫      | |
| 彭比得 | 繡花工匠   | 曾在敖笑風身上繡花 |
| 趙敏通 | 衙 差      | 高級衙差 |
| 李偉健 | 衙 差      | |
| 方紹聰 | 客棧小二   | |
| 方紹聰 | 燕侍衛     | 燕王之侍衛 |
| 鄭世豪 | 山寨寨主   | 綁架朱允炆 被敖笑風所殺 |
| 鄭世豪 | 盛 庸      | 都指揮使 協助徐輝祖守衛濟南抵抗燕軍 |
| 魏惠文 | 王 靜      | |
| 鄭家生 | 毛 情      | |
| 黃俊伸 | 鐵 守      | |
| 林遠迎 | 騅 命      | |
| 張漢斌 | 冷 犬      | |
| 高俊文 | 陳 迪      | |
| 戴志偉 | 王 鈍      | |
| 戴耀明 | 圓 生      | 寺院和尚 殺害慈海大師 最後自盡身亡 |
| 陳狄克 | 江 洋      | 寺院和尚 官銀竊賊 被沈千三自衛殺害 |
| 鄺佐輝 | 張昭季     | |
| 王俊棠 | 侯順懷     | |
| 鄭家俊 | 太 監      | |
| 蘇恩磁 | 晴 兒      | 服待甕妃之宮女 年輕由羅欣羚飾演 |
| 石天欣 | 姿 蘭      | 宫女 |
| 陳勉良 | 道 士      | 騙子 將永暘公主賣給洪爺 |
| 黃鳳瓊 | 朱三賤     | 騙子 將永暘公主賣給洪爺 |
| 華忠男 | 洪 爺      | 人口販子 將永暘公主拍賣 |
| 吳雲甫 | 殺 手      | 意圖殺害永暘公主 被敖笑風所殺 |
| 鄭子揚 | 殺 手      | 意圖殺害永暘公主 被敖笑風所殺 |
| 江富強 | 薩仁巴特爾 | 薩仁高娃之父 被誤會使用假鈔，被刑部逼供致死 |
| 李海生 | 酒家老闆   | |
| 劉桂芳 | 老 尼      | |
| 古明華 | 林大虎     | |
| 子明   | 大叔       | 鱘龍魚商販 |
| 陳志健 | 司 獄      | |
| 王東泰 | 燕王侍衛   | |
| 鄭詠謙 | 燕王侍衛   | |
| 李啟傑 | 陳 七      | |
| 何啟南 | 魯 大      | |
| 葉 暐  | 酒莊老闆   | |
| 李美慧 | 婢 女      | |
| 張達倫 | 神醫徒弟   | 晉王所尋神醫之徒弟 |
| 何偉業 | 無頭將軍   | 萬桂谷村民 |
| 雪 妮  | 金婆婆     | 劉忠良之外婆 曾收留傅小喬 |
| 江 漢  | 村 民      | 萬桂谷村民 |
| 張智軒 | 村 民      | 萬桂谷村民 |
| 沈可欣 | 村 民      | 萬桂谷村民 |
| 黃梓瑋 | 村 民      | 萬桂谷村民 |
| 曾世龍 | 村 民      | 萬桂谷村民 |
| 羅天池 | 山 賊      | 殺害萬桂谷村民 |
| 顏桂洲 | 張 二      | |
| 陳建文 | 李 四      | |
| 曾守明 | 謝 貴      | 北平都指揮使 發現燕王造反證據，遭燕王殺害 |
| 張建生 | 張 昺      | 北平布政使 與葛誠捉拿燕王時遭燕王殺害 |
| 劉天龍 |            | 北平布政使張昺手下 與葛誠捉拿燕王時遭燕王殺害 |
| 趙敏通 | 鐵 鉉      | 山東參政 協助徐輝祖守衛濟南抵抗燕軍 |
| 李善恆 | 將 領      | |
| 黃耀煌 | 工 匠      | |
| 王維德 | 大 夫      | |
| 溫家偉 | 工 匠      | |
| 鄭子揚 | 山 賊      | |
| 黃煒溏 | 山 賊      | |
| 劉秉賓 | 山 賊      | |
| 司徒暉 | 山 賊      | |
| 魏焌皓 | 饑 民      | |
| 卓 躒  | 饑 民      | |
| 楊潮凱 | 饑 民      | |
| 溫尚儒 | 饑 民      | |
| 呂 熙  |            | 蒙古將領 |

## 軼事
- 此劇是謝天華、陳鍵鋒、江若琳、陳山聰與梁嘉琪繼《學警狙擊》後再度合作，其中謝天華在兩劇的角色名字都有「笑」字，而江若琳在兩劇中都是飾演小公主。此劇也有不少演員曾在《學警狙擊》演出，如李家聲、曾守明 、張穎康、張松枝、楊天經。兩劇的監製同樣亦是黃偉聲。
- 此劇是陳鍵鋒及溫家恆在無綫電視的告別作。
- 此劇飾演朱元璋的演員羅樂林曾在麗的電視劇集《太極張三豐》中飾演少年朱元璋及在續集《遊俠張三豐》飾演中年朱元璋，而在此劇則飾演晚年的朱元璋。
- 羅樂林飾演的朱元璋在此劇死去後，恰巧在24小時內在另外五齣劇集中以不同角色死去，更成為國際娛樂新聞。
- 此劇是2008香港小姐亞軍陳倩揚及2008香港小姐季軍馬賽首部合作的劇集。

## 記事
- 2010年4月9日：此劇於12:30在將軍澳電視廣播城四廠舉行試造型記者會[2]。
- 2010年4月18日：第一日拍攝。
- 2010年5月14日：此劇於15:00在將軍澳電視廣播城十六廠舉行開鏡拜神儀式[3]。
- 2010年7月28日：全劇殺青。

## 收視
以下為本劇於香港無綫電視翡翠台、高清翡翠台之收視紀錄：
| 週次 | 集數  | 日期                  | 平均收視 | 最高收視 | 百分比 |
| 1    | 01-05 | 2011年4月4日-4月8日   | 26點     |          |        |
| 2    | 06-10 | 2011年4月11日-4月15日 | 27點     |          |        |
| 3    | 11-15 | 2011年4月18日-4月22日 | 25點     |          |        |
| 4    | 16-20 | 2011年4月25日-4月29日 | 26點     |          |        |
| 5    | 21-25 | 2011年5月2日-5月6日   | 27點     |          |        |
| 6    | 26-30 | 2011年5月9日-5月13日  | 28點     | 29點     |        |

## 外部連結
- 《洪武三十二》 GOTV 第1集重溫
- 《洪武三十二》 encoreTVB （页面存档备份，存于）
- 造型報導：大公報[永久]　文匯報

## 電視節目的變遷
| 香港無綫電視翡翠台、高清翡翠台 星期一至五 20:30-21:30 時段                                                              | 香港無綫電視翡翠台、高清翡翠台 星期一至五 20:30-21:30 時段 | 香港無綫電視翡翠台、高清翡翠台 星期一至五 20:30-21:30 時段 |
| --- | ---------------------------------------------------------- | ---------------------------------------------------------- |
| | 洪武三十二 (2011.04.04 - 2011.05.13)                       |                                                            |
| Only You 只有您 (第20-28集) 星期一至五 (2011.03.21 - 2011.03.31) 愛心無國界311燭光晚會 星期五 (2011.04.01)(18:55-22:05) | 花花世界花家姐 (2011.05.16 - 2011.06.10)                   |                                                            |

| 馬來西亞 Astro On Demand劇集首映 20:30-21:15 時段 | 馬來西亞 Astro On Demand劇集首映 20:30-21:15 時段 | 馬來西亞 Astro On Demand劇集首映 20:30-21:15 時段 |
| ------------------------------------------------- | ------------------------------------------------- | ------------------------------------------------- |
|                                                   | 洪武三十二 （2011.04.04 - 2011.05.13）            |                                                   |
| Only You 只有您 （2011.02.21 - 2011.04.01）       | 花花世界花家姐 （2011.05.16 -）                   |                                                   |

| 澳洲 TVBJ 20:30-21:30 時段                  | 澳洲 TVBJ 20:30-21:30 時段             | 澳洲 TVBJ 20:30-21:30 時段 |
| ------------------------------------------- | -------------------------------------- | -------------------------- |
|                                             | 洪武三十二 （2011.04.11 - 2011.05.20） |                            |
| Only You 只有您 （2011.02.28 - 2011.04.08） | 花花世界花家姐 （2011.05.23 -）        |                            |

| 美國 翡翠娛樂台 16:40-17:50 時段 (西岸時間) | 美國 翡翠娛樂台 16:40-17:50 時段 (西岸時間) | 美國 翡翠娛樂台 16:40-17:50 時段 (西岸時間) |
| ------------------------------------------- | ------------------------------------------- | ------------------------------------------- |
|                                             | 洪武三十二 （2011.04.04 - 2011.05.13）      |                                             |
| Only You 只有您 （2011.02.21 - 2011.04.01） | 花花世界花家姐 （2011.05.16 -）             |                                             |

| 星和视界 娱家戏剧台 劇集首映 星期一至五 20:00—21:00 時段 | 星和视界 娱家戏剧台 劇集首映 星期一至五 20:00—21:00 時段 | 星和视界 娱家戏剧台 劇集首映 星期一至五 20:00—21:00 時段 |
| -------------------------------------------------------- | -------------------------------------------------------- | -------------------------------------------------------- |
|                                                          | 洪武三十二 （2011.10.24 - 2011.12.02) PG                 |                                                          |
| Only You 只有您 （2011.09.12 — 2011.10.21)               | 怒火街頭 （2011.12.05 - 2011.12.30)                      |                                                          |